# 孙从彬
孙从彬（1963年8月—），男，河南唐河人，中华人民共和国外交官，曾任中华人民共和国驻汉堡总领事和中华人民共和国驻法兰克福总领事。

## 生平
1988年，进入中华人民共和国外交部工作，先后在北京外交人员服务局语言文化中心、驻汉堡总领事馆、驻德国大使馆、外交部西欧司、驻瑞士大使馆、外交部欧洲司任职。2005年，任驻法兰克福总领事馆副总领事。2006年，任驻德国大使馆参赞。2009年，任外交部欧洲司参赞。2010年，挂职天津南开区副区长。2011年，任驻奥地利大使馆参赞、首席馆员。2015年6月，出任中华人民共和国驻汉堡总领事。2019年1月，出任中华人民共和国驻法兰克福总领事。2023年5月，自驻法兰克福总领事离任。

## 家庭
已婚，有一子。